# Sapruddja (Kamin-Kaschyrskyj)
Sapruddja (ukrainisch Запруддя; russisch Запрудье Saprudje, polnisch Zaprudzie) ist ein Dorf im Norden der ukrainischen Oblast Wolyn mit circa 170 Einwohnern (2024).

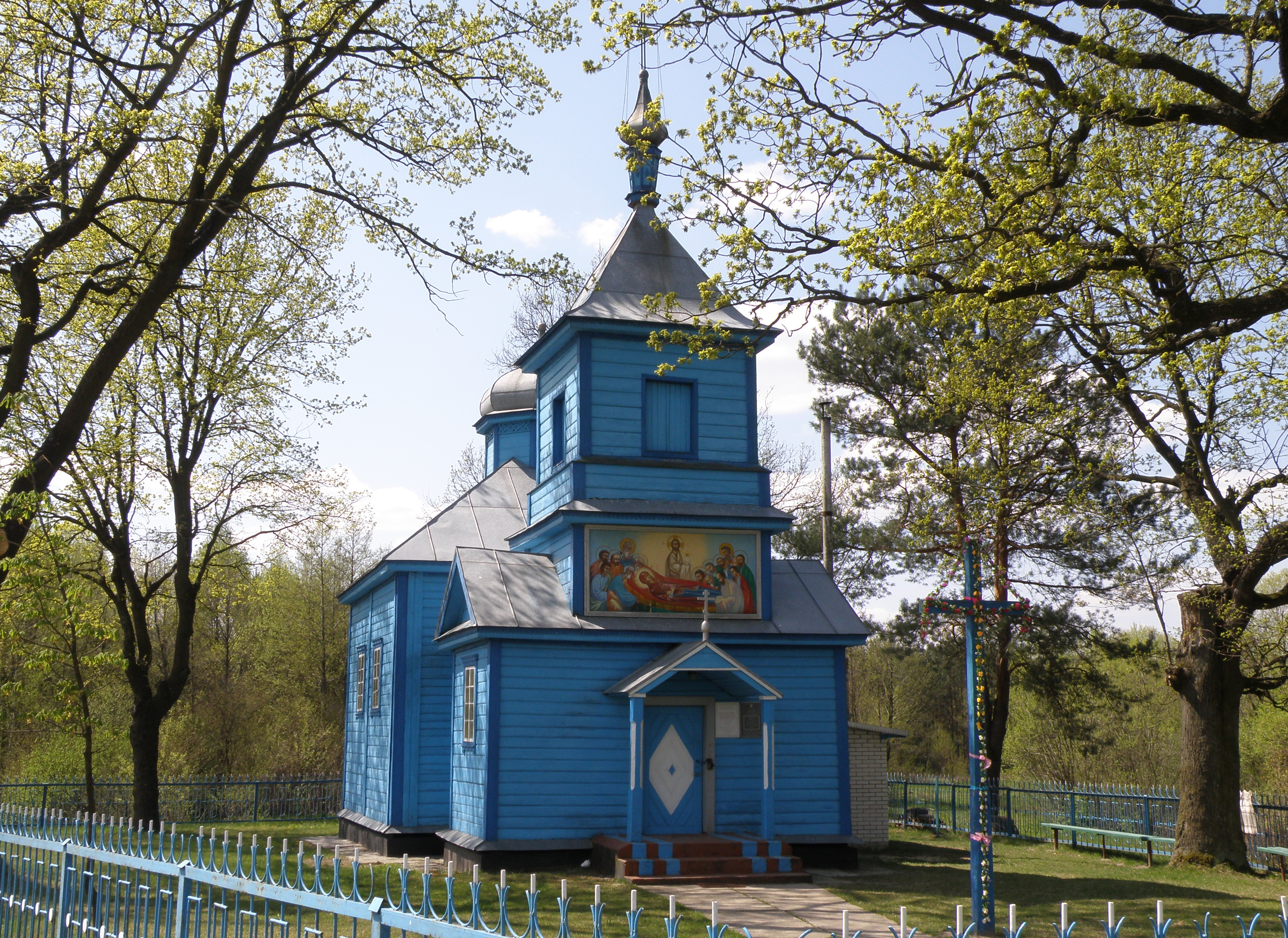
Denkmalgeschützte Dorfkirche

Sie liegt auf einer Höhe von 167 m am Ufer der Turija, einem 184 Kilometer langen Nebenfluss des Prypjat, sechs Kilometer südlich vom Gemeindezentrum Soschytschne, 28 Kilometer südlich vom Rajonzentrum Kamin-Kaschyrskyj und 90 Kilometer nordwestlich vom Oblastzentrum Luzk.
Durch das Dorf verläuft die Territorialstraße T–03–11. Es besitzt eine Bahnstation an der Bahnstrecke Kowel–Kamin-Kaschyrskyj.
Am 22. Dezember 2019 wurde das Dorf ein Teil der Landgemeinde Soschytschne; bis dahin war das Dorf ein Teil der Landratsgemeinde Soschytschne im Südwesten des Rajons Kamin-Kaschyrskyj.